# Luís Leal
Luís Leal dos Anjos (29 de Maio de 1987 - Arrentela, Distrito de Setúbal), mais conhecido como Leal, é um jogador de futebol Santomense que joga atualmente pelo Arsenal Sarandí como atacante.

## Carreira
Nascido em Arrentela, Distrito de Setúbal, começou a jogar futebol com o Sporting Clube de Portugal, e transferiu-se depois de quatro anos ao C. D. Cova da Piedade.Ele fez sua estreia como profissional, jogou 2 temporadas na quarta divisão.
Em seguida, tinha duas sólidas campanhas no terceiro nível, cada um com o Atlético Clube de Portugal e Moreirense FC, continuando a sua progressão profissional no verão de 2010 por assinatura com G. D. Estoril Praia na divisão de dois. Ele fez sua estreia na Primeira Liga em 2011-12 campanha com U. D. Leiria, que aparece no seu primeiro jogo na categoria em 15 de agosto de 2011, contra a Académica de Coimbra (18 minutos jogados, 1-2 derrota em casa).
Em 26 de janeiro de 2016, Leal transferiu-se para o Cerro Porteño por um valor não revelado, a assinatura de um contrato de dois anos com o clube. Ele fez sua estreia no Paraguai Primera División cinco dias depois, em uma derrota contra o Sportivo Luqueño de onde ele veio como um 64 minutos de substituto de Sergio Díaz; uma semana mais tarde, ele marcou um doblete para ajudar a uma vitória caseira por 3-0 sobre o General Caballero Esporte Clube.

## Carreira internacional
Nascido em Portugal, Leal, expressou o seu desejo de representar São Tomé e Príncipe internacionalmente. Ele fez sua estreia em 16 de junho de 2012, de 2013, da Copa africana de Nações de qualificação partida contra Serra Leoa, e marcou o seu primeiro gol em 13 de junho de 2015, em 1-7 derrota em Cabo Verde para a 2017 Copa de África das Nações qualificadores.

## Estatísticas da Carreira

### Clube
| Clube                      | Temporada        | Liga                      | Liga | Liga | Copa | Copa | Liga Copa | Liga Copa | Continental | Continental |      |      | Total | Total |
| Clube                      | Temporada        | Divisão                   | Apps | Gols | Apps | Gols | Apps      | Gols      | Apps        | Gols        | Apps | Gols | Apps  | Gols  |
| -------------------------- | ---------------- | ------------------------- | ---- | ---- | ---- | ---- | --------- | --------- | ----------- | ----------- | ---- | ---- | ----- | ----- |
| Atlético                   | 2008–09          | Portuguese Second Divisão | 29   | 12   | 2    | 0    | —         | —         | —           | —           | —    | —    | 31    | 12    |
| Moreirense                 | 2009–10          | Portuguese Second Divisão | 32   | 13   | 2    | 1    | —         | —         | —           | —           | —    | —    | 34    | 14    |
| Estoril                    | 2010–11          | Segunda Liga              | 23   | 8    | 0    | 0    | 6         | 0         | —           | —           | —    | —    | 29    | 8     |
| União Leiria               | 2011–12          | Primeira Liga             | 16   | 2    | 1    | 0    | 2         | 0         | —           | —           | —    | —    | 19    | 2     |
| Estoril                    | 2012–13          | Primeira Liga             | 30   | 10   | 1    | 0    | 4         | 0         | —           | —           | —    | —    | 35    | 10    |
| Estoril                    | 2013–14          | Primeira Liga             | 11   | 5    | 2    | 1    | 0         | 0         | 9           | 3           | —    | —    | 22    | 9     |
| Estoril                    | Total            | Total                     | 41   | 15   | 3    | 1    | 4         | 0         | 9           | 3           | —    | —    | 57    | 19    |
| Al-Ahli                    | 2013–14          | Saudi Professional Liga   | 9    | 7    | 1    | 0    | 5         | 2         | —           | —           | —    | —    | 15    | 9     |
| Ittihad Kalba              | 2014–15          | UAE Pro-Liga              | 12   | 5    | —    | —    | 6         | 0         | —           | —           | —    | —    | 18    | 5     |
| Gaziantepspor (empréstimo) | 2014–15          | Süper Lig                 | 11   | 0    | 1    | 1    | —         | —         | —           | —           | —    | —    | 12    | 1     |
| APOEL                      | 2015–16          | Cypriot First Divisão     | 1    | 2    | 0    | 0    | —         | —         | 6           | 0           | 1    | 0    | 8     | 2     |
| Belenenses (empréstimo)    | 2015–16          | Primeira Liga             | 10   | 2    | 1    | 0    | 0         | 0         | 6           | 1           | —    | —    | 17    | 3     |
| Total da Careira           | Total da Careira | Total da Careira          | 184  | 66   | 11   | 3    | 23        | 2         | 21          | 4           | 1    | 0    | 240   | 75    |

1. 1 2  Appearances in Liga Europa da UEFA
2. ↑  Appearances in Kings Copa (Saudi Arabia)
3. ↑  Appearances in Liga Europa da UEFA
4. ↑  Appearances in Cypriot Super Copa

### Seleção
| São Tomé e Príncipe | São Tomé e Príncipe | São Tomé e Príncipe |
| Ano                 | Aplicativos         | Objectivos          |
| ------------------- | ------------------- | ------------------- |
| 2012                | 1                   | 0                   |
| 2013                | 0                   | 0                   |
| 2014                | 0                   | 0                   |
| 2015                | 3                   | 2                   |
| Total               | 4                   | 2                   |